# 小行星14400
小行星14400（14400 Baudot）是一颗绕太阳运转的小行星，为主小行星带小行星。该小行星于1990年11月16日发现。

## 轨道参数
小行星14400的轨道半长轴为2.6835159 UA，离心率为0.238。